# III. (germanisches) SS-Panzerkorps
Za druge 3. korpuse glejte 3. korpus.
III. (germanisches) SS-Panzerkorps (dobesedno slovensko III. (germanski) SS-tankovski korpus) je bil eden izmed petih oklepnih korpusov v sestavi Waffen-SS med drugo svetovno vojno.

## Vojna služba
| Datum          | Armada                | Armadna skupina          | Področje (Lexikon der Wehrmacht - III. germ. SS-Panzerkorps (3.) vir) |
| julij 1943     | BdE                   |                          | Bavarska                                                              |
| september 1943 | 2. tankovska armada   | Armadna skupina F        | Hrvaška                                                               |
| december 1943  |                       | Armadna skupina Sever    | Oranienbaum                                                           |
| januar 1944    | 18. armada            | Armadna skupina Sever    | Oranienbaum                                                           |
| marec 1944     | Armee-Abteilung Narwa | Armadna skupina Sever    | Narva                                                                 |
| oktober 1944   | z. Vfg.               | Armadna skupina Sever    | Kurland                                                               |
| november 1944  | 18. armada            | Armadna skupina Sever    | Kurland                                                               |
| januar 1945    | 18. armada            | Armadna skupina Sever    | Libau                                                                 |
| februar 1945   | 11. armada            | Armadna skupina Weichsel | Hinterpommern                                                         |
| marec 1945     | 3. tankovska armada   | Armadna skupina Weichsel | Odra                                                                  |

## Organizacija

### Stalne korpusne enote[1]
- Fliegerstaffel
- SS-Korpskartenstelle (mot) 103
- schwere SS-Panzer-Abteilung 103/503
- SS-ArtillerieKommandeur III
- SS-Flugabwehrkanone-Abteilung 103
- 1.SS-Flugabwehr-Kompanie
- 2.SS-Flugabwehr-Kompanie
- SS-Wefer-Abteilung 103/503
- SS-Vielfachwerfer-batterie 521
- SS-Korps-Nachrichten-Abteilung 3/103
- schwere SS-Beobachtungsbatterie (mot) 503
- SS-Wehrgeologen-Kompanie
- 1.SS-Kraftfahr-Kompanie 103
- 2.SS-Kraftfahr-Kompanie 103
- SS-Kraftfahrzeug-Instand-setzungs-Zug
- SS-Bekleidungs-Instand-setzungs-Kompanie
- SS-Korps-Sanitats-Abteilung 103
- SS-Korps-Sanitats-Kompanie 503
- SS-Feldlazarett 503
- SS-Feldpostamt (mot) 103
- SS-Kriegsberichter-Kompanie (mot)
- SS-Feldgendarmerie-trupp (mot) 103
- SS-Korps-Sicherungs-Kompanie 103
- SS-Sturm-Kompanie 103
- SS-Pflegestellw 156/RuSHA

### Dodeljene korpusne enote
26. december 1943
- 9. Luftwaffen-Feld-Division
- 10. Luftwaffen-Feld-Division
- 11. SS-prostovoljna tankovsko-grenadirska divizija »Nordland«
- Kampfgruppe SS-Polizei-Division

16. september 1944
- 300. divizija za posebne namene
- 20. Waffen-Grenadier-Division
- 11. SS-prostovoljna tankovsko-grenadirska divizija »Nordland«
- 4. SS-Brigade
- 5. SS-Brigade
- 6. SS-Brigade

1. marec 1945
- 11. SS-prostovoljna tankovsko-grenadirska divizija »Nordland«
- 28. SS-Freiwilligen-Grenadier-Division
- 27. SS-SS-Freiwilligen-Grenadier-Division
- 23. SS-Freiwilligen-Panzergrenadier-Division »Nederland« (niederlandische Nr. 1)

## Poveljstvo
Poveljnik
- SS-Obergruppenführer Felix Steiner (1. maj 1943–9. november 1944)
- SS-Obergruppenführer Georg Keppler (9. november 1944–4. februar 1945)
- SS-Obergruppenführer Matthias Kleinheisterkamp (4. februar 1945–11. februar 1945)
- Generalporočnik Martin Unrein (11. februar 1945–5. marec 1945)
- SS-Brigadeführer Joachim Ziegler (5. marec 1945–8. maj 1945)

Načelnik štaba
- SS-Obersturmbannführer Hans Sporn (1. maj 1943–1. junij 1943)
- SS-Oberführer Joachim Ziegler (20. junij 1943–julij 1944)
- SS-Oberführer Gustav Krukenberg (julij 1944–1. avgust 1944)
- SS-Standartenführer Hans Sport (1. september 1944–9. november 1944)
- SS-Oberführer Helmut von Vollard-Böckelberg (9. november 1944–1. marec 1945)
- SS-Sturmbannführer Jürgen von Bock und Polach (marec 1945–april 1945)
- SS-Obersturmbannführer Wilhelm Radtke (april 1945)
- SS-Oberführer Helmut von Volland-Böckelberg (april 1945–8. maj 1945)